# Moraña (parroquia)
Moraña (oficialmente San Lourenzo de Moraña) es una parroquia española del municipio de Moraña, perteneciente a la provincia de Pontevedra, en la comunidad autónoma de Galicia.

## Toponimia
El lugar puede aparecer referido como «Moraña», «San Lourenzo de Moraña» y «San Lorenzo de Moraña».

## Historia
Hacia mediados del siglo XIX, el lugar, por entonces referido como una feligresía, tenía contabilizada una población de 300 habitantes. Aparece descrito en el undécimo volumen del Diccionario geográfico-estadístico-histórico de España y sus posesiones de Ultramar de Pascual Madoz con las siguientes palabras:

MORAÑA (San Lorenzo): felig. cap. del ayunt. de su nombre en la prov. de Pontevedra (3 leg.), dióc. de Santiago (7), part. jud. de Caldas de Reyes (1 1/2): sit. en terreno bastante desigual y quebrado: la combaten los vientos S. y E.; el clima es húmedo y las enfermedades comunes fiebres agudas, sanguineas y reumas crónicos. Tiene 63 casas distribuidas en los l. de Buzaca, Cerdeira, Cortes, Pereiro, Porto, Rectoral, Soar y Soorrego, reuniéndose el ayunt. en el de Paraños perteneciente á la félig. de Gargantans por ser punto mas céntrico. Para surtido de los vec. hay distintas fuentes de aguas potables en la pobl. y en el térm. La igl. parr. (San Lorenzo) es aneja de la de San Martin de Gargantans: el cementerio está en el átrio de dicha igl. Hay tambien una ermita dedicada á San José y Ntra. Sra. del Socorro sita en el patio de la casa de la Buzana. Confina el térm. N. felig. de Sta. Justa de Moraña; E. con la de Cosoirado; S. Rebon, y O. Gargantans; estendiéndose 1/2 cuarto de leg. de N. á S. y 1/4 de E. á O. EL terreno es de regadio y de buena calidad: tiene algunos montes que solo producen tojo por estar cubiertos de piedras; prados artificiales que dan bastantes yerbas de pasto; algunos sitios arbolados que sirven de paseo, y diferentes regatos que fertilizan las tierras. Los caminos son locales; el correo se recibe en la cap. del part. por los mismos interesados 3 veces cada semana. prod.: maiz, centeno, habichuelas, patatas y algunas castañas: se cria ganado vacuno, de cerda, lanar y cabrío; hay caza de liebres, perdices y conejos. ind.: la agricultura, molinos harineros y arriería. pobl.: 60 vec., 300 alm. contr. con su ayunt. (V.)
(Madoz, 1848, pp. 587-588)

En 2022, tenía empadronados 252 habitantes.

## Patrimonio
Hay en la parroquia una iglesia de San Lorenzo.